# Pelosia albifrons
Pelosia albifrons är en tvåvingeart som beskrevs av Camillo Rondani 1856. Pelosia albifrons ingår i släktet Pelosia och familjen småharkrankar. Inga underarter finns listade i Catalogue of Life.